# Ручица
Ручица (бел. Ручыца) — деревня в Вилейском районе Минской области Белоруссии, в составе Нарочанского сельсовета. Население 37 человек (2009).

## География
Деревня находится в 15 км к юго-западу от города Вилейка и в 17 км к юго-востоку от Сморгони, расположена близ границы с Гродненской областью. Стоит при впадении небольшой реки Ганутки в Нарочь. связана местными дорогами с Вилейкой, автодорогой Р63 и окрестными деревнями.

## История

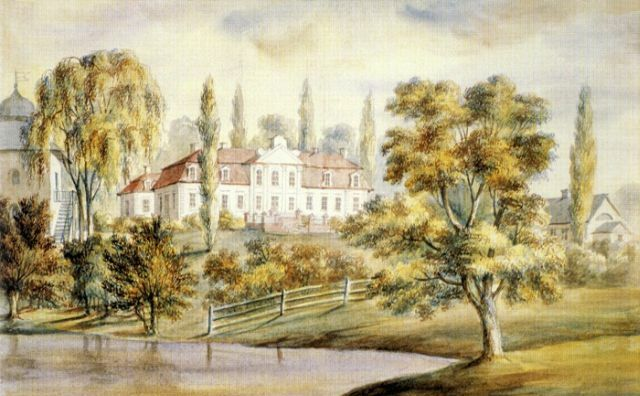
Дворец Огинских в Ручице. Рисунок Н. Орды

Деревня при впадении Ганутки в Нарочь ранее была известна как Ганута. После слияния с соседней деревней Ручица название Ганута исчезло с карт.
В 1567 году Ганута была имением Станислава Садовского  . Позднее - фамильным имением рода Огинских.
Во второй половине XVIII века трокский воевода Тадеуш Огинский выстроил здесь дворянскую усадьбу.
В 1763 году Огинский построил на территории усадьбы деревянный костёл.
С 1793 года после второго раздела Речи Посполитой Ганута, как и вся Вилейщина, входила в состав Российской империи, был образован Вилейский уезд в составе сначала Минской губернии.
В 1809 году на деревенском кладбище была поставлена деревянная часовня.
В 1814 году Ганута стала владением Тадеуша Огинского — внука композитора Михаила Клеофаса Огинского.
В 1834 году католический храм в усадьбе был закрыт властями. Во второй половине XIX века на его месте была построена православная Успенская церковь (сохранилась).
С 1842 года — в составе Виленской губернии.
В 1861 году имением Гануты владел помещик Ржевуский. В имении числилось 332  крепостных душ мужского пола и 78 издельных дворов. Всего удобной земли в имении было 1560 десятин (по 4,7 десятины на душу).Натуральные повинности были со дворов следующие: караул поочередный, 2 курицы, 10 яиц, копа грибов. Пригона со двора отбывали 156 дней крепостные мужского и женского пола. Сгона отбывали 12 дней со двора рабочие души мужского и женского пола.
После подписания Рижского мирного договора (1921) Ручица оказалась в составе межвоенной Польши. С 1939 года в составе БССР.
Деревянная кладбищенская часовня сгорела в 70-х годах XX века. От усадьбы Огинских до нашего времени сохранились лишь две небольшие полуразрушенные часовенки.

## Достопримечательности
- Руины бывшей усадьбы Огинских: водоём, фрагменты двух часовен, церковь —  Историко-культурная ценность Республики Беларусь, шифр 613Г000110. Руины двух почти одинаковых часовен расположены — одна у дамбы, вторая недалеко от кладбища, посреди поля.
- Православная Успенская церковь, 1868 (вторая половина XIX века)
- Фрагменты водяной мельницы

## Галерея

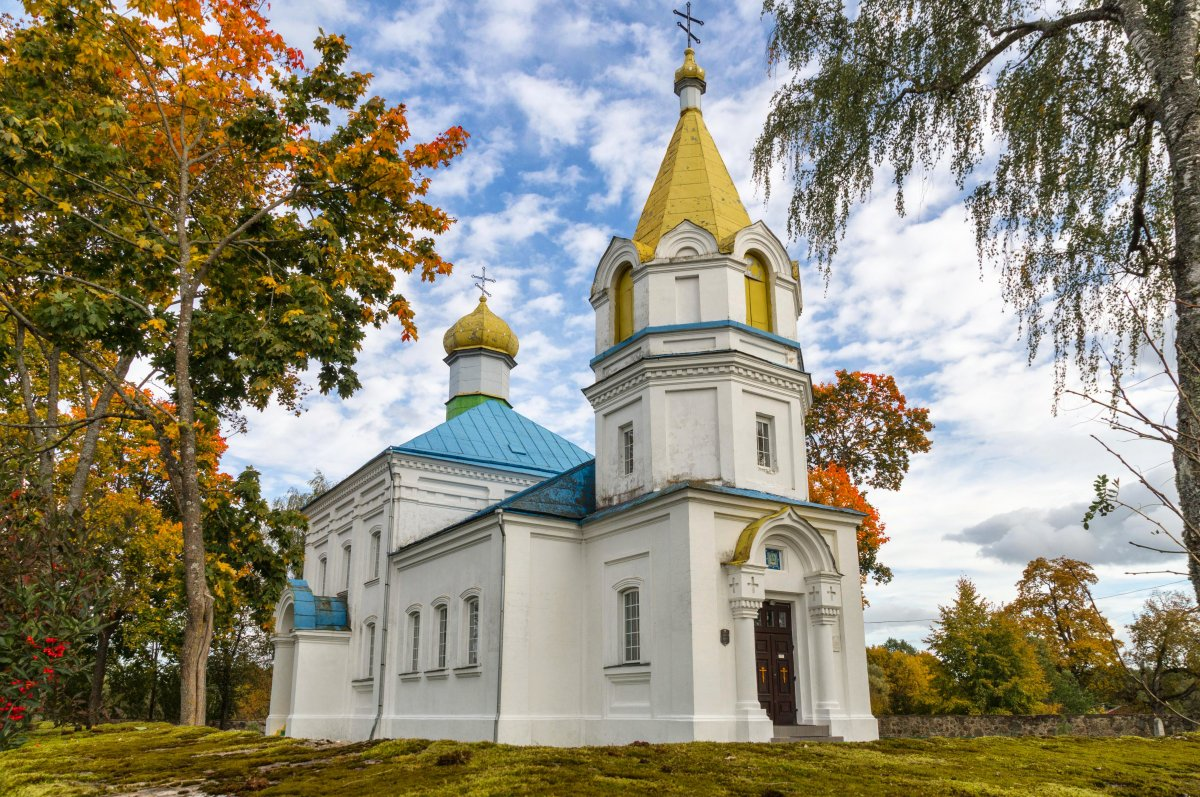
Православная Успенская церковь
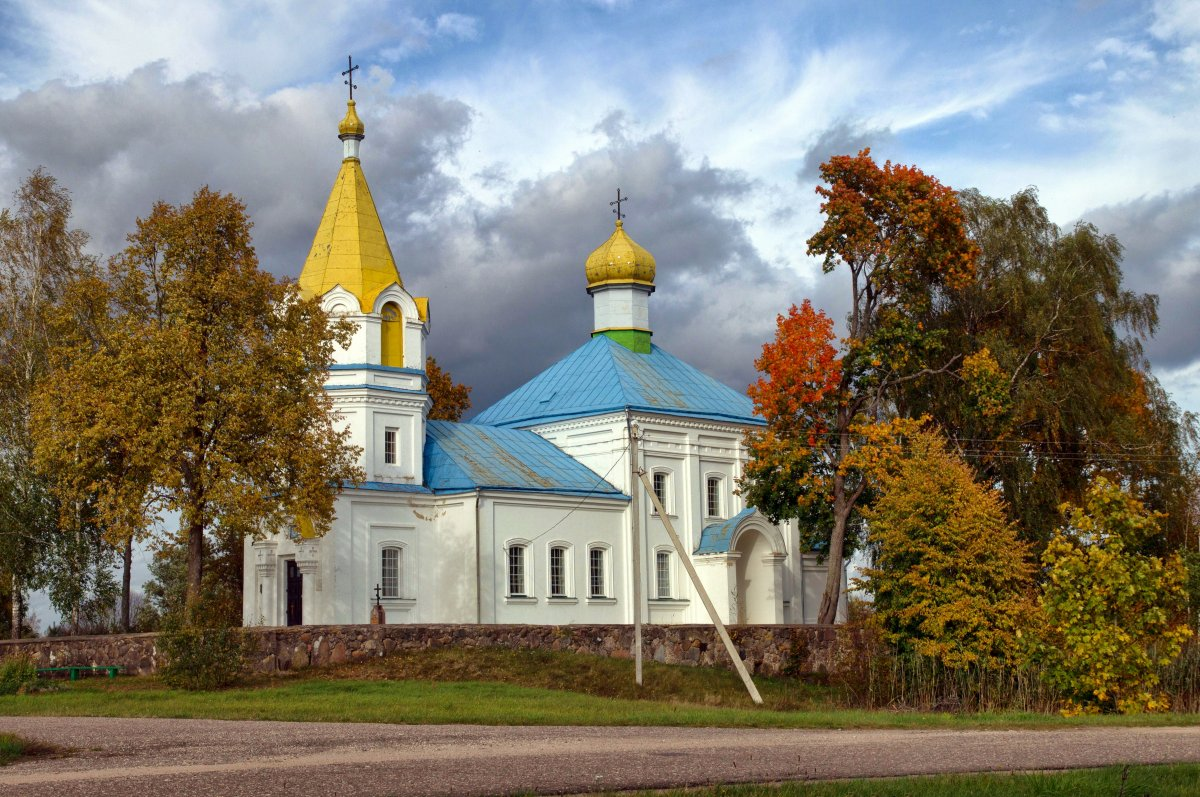
Православная Успенская церковь
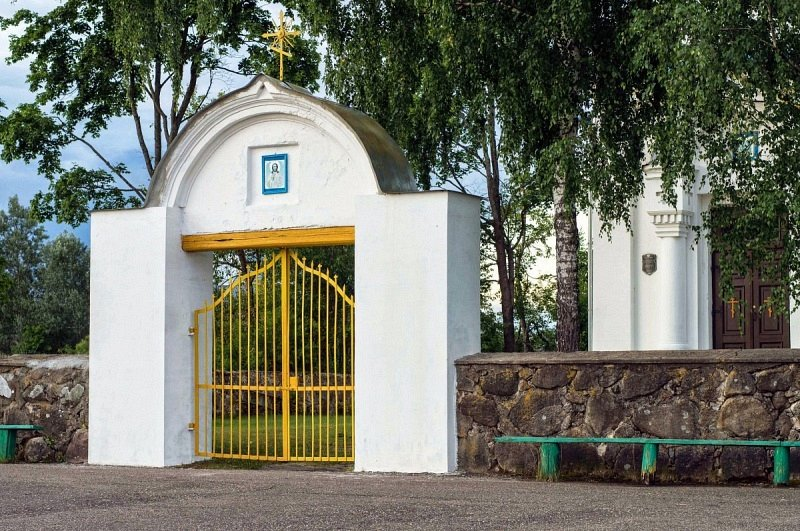
Брама
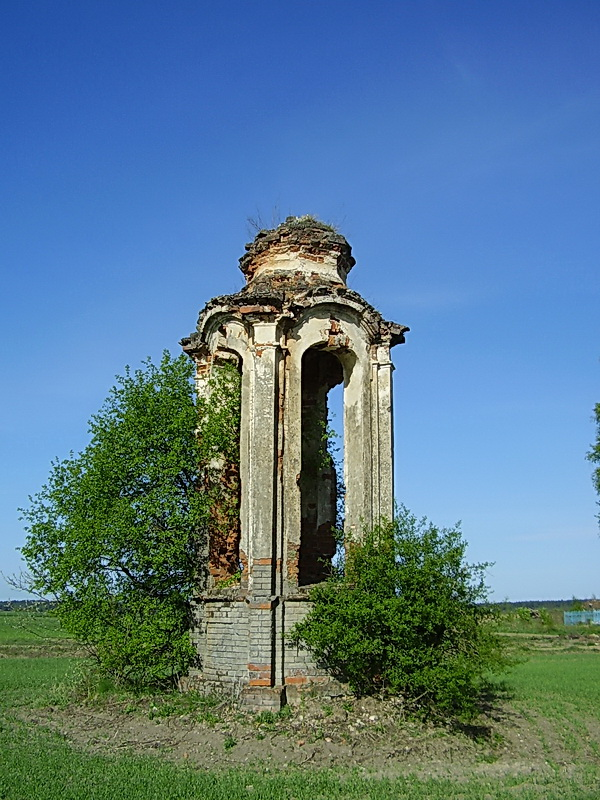
Часовня в поле
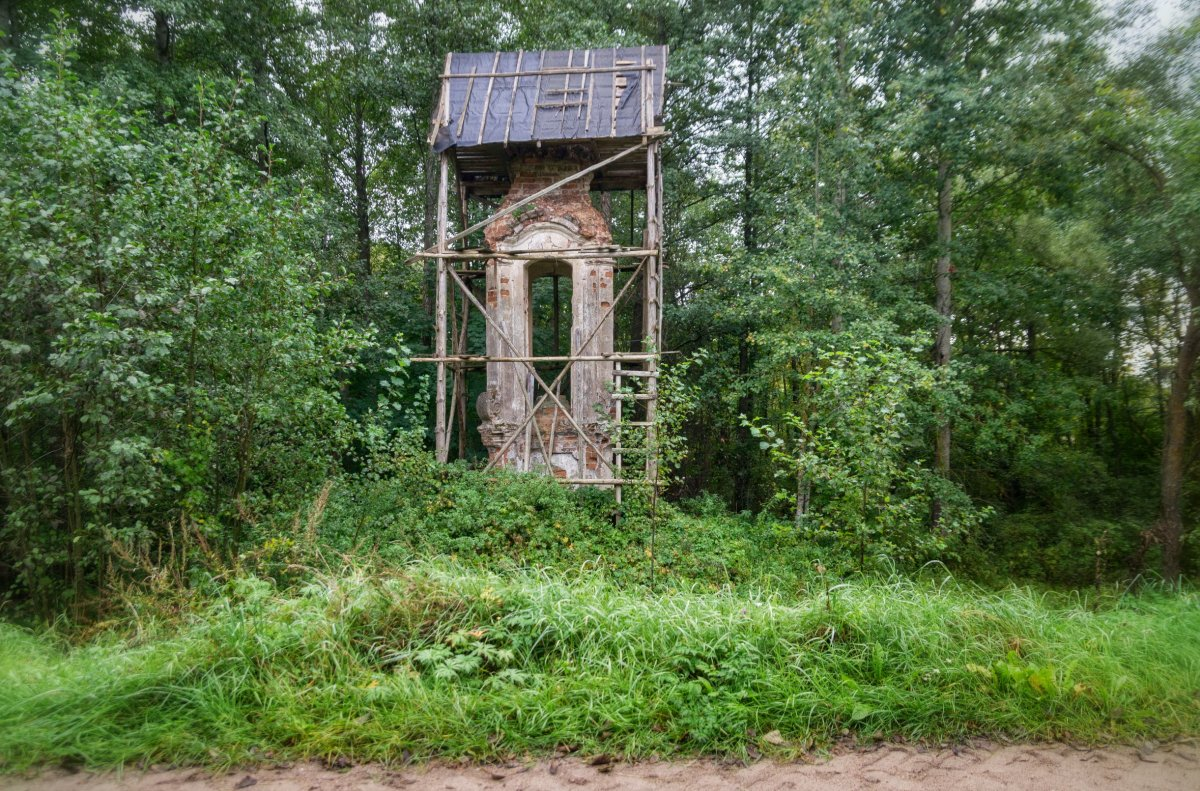
Часовня напротив церкви
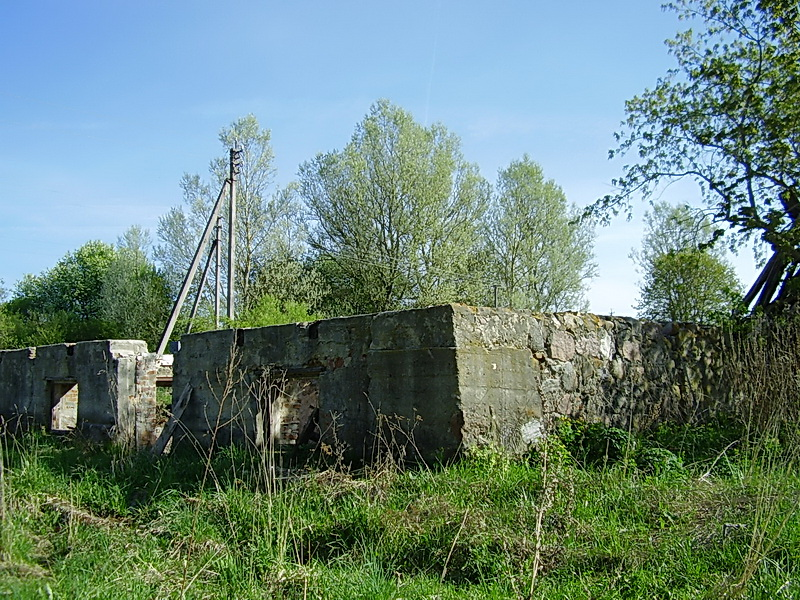
Руины водяной мельницы